# Onomàstica de Califòrnia

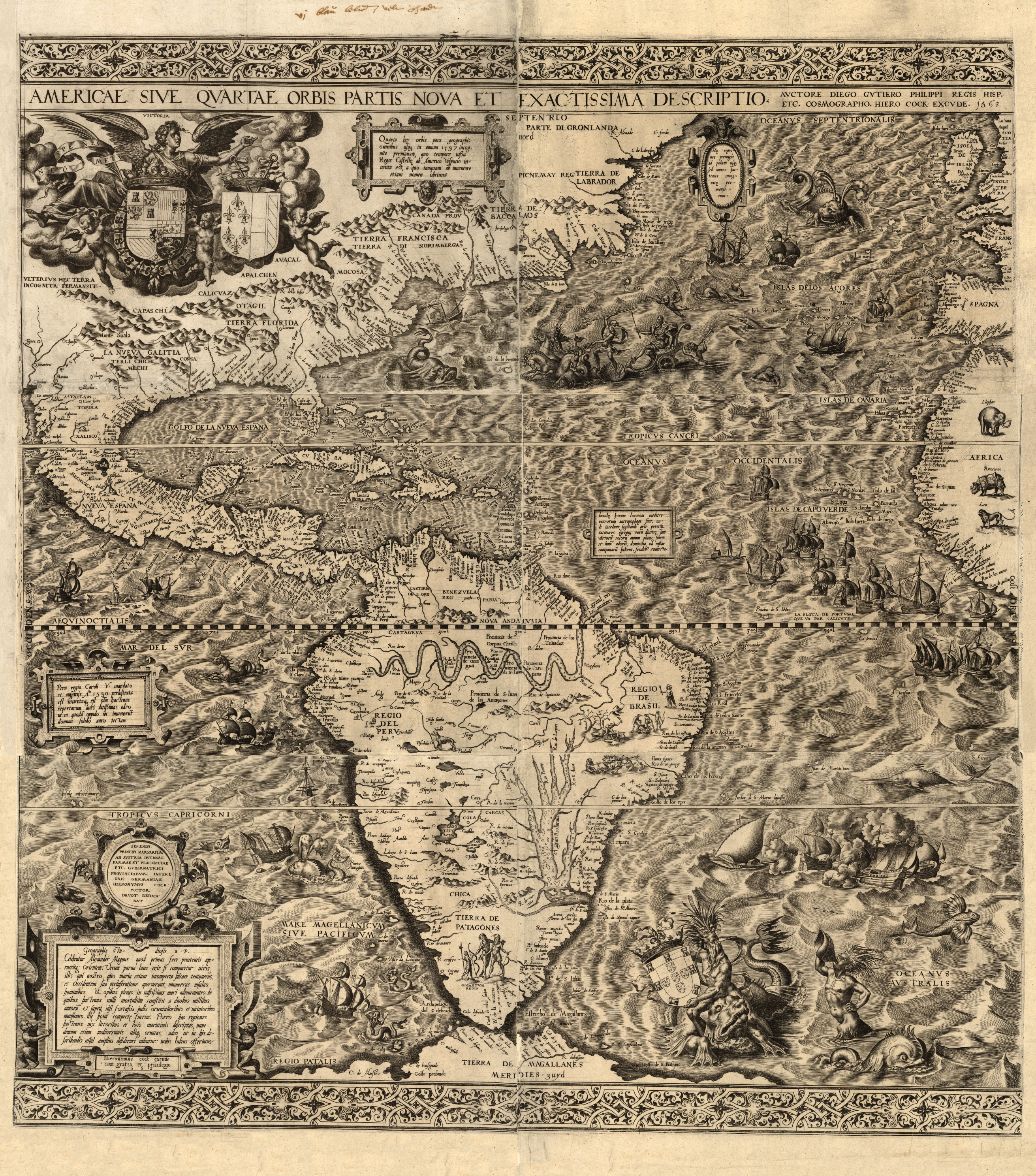
Americae sive quartae orbis partis nova et exactissima descriptio, el primer mapa d'Amèrica que va utilitzar el nom de Califòrnia (1562).

Califòrnia és el nom amb què la península fou batejada en 1539 durant l'expedició de Francisco de Ulloa, que apareix per primer com isola California en la traducció de Giovanni Battista Ramusio del dietari de Francisco Preciado, que va participar en l'expedició d'Ulloa, i que s'ha perdut.
En un principi es va creure que era una illa i se la va anomenar Illa de Califòrnia. Posteriorment l'estat de Califòrnia fou denominat Alta Califòrnia i la península (avui part de Mèxic) Baixa Califòrnia.

## Teories onomàstiques
Atès que no hi ha testimonis originals, s'han donat diversos teories sobre possibles orígens onomàstics del terme, sent la principal la que ho lliga amb un lloc imaginari del mateix nom a Las sergas de Esplandián de Garci Rodríguez de Montalvo. La California d'aquest autor podria tenir el seu origen en el topònim Califerne esmentat a la Cançó de Rotllan.
Diversos historiadors sostenen que va ser degut a la calor que hi fa, segons l'expressió catalana "sembla un forn de calç" emprada quan fa molta molta calor, l'origen de la paraula vindria de la unió de "calç" i "forn".

## Bateig com Califòrnia
Les abandonades terres de la península van rebre el nom de Califòrnia després que Fernando de Alarcón, en clara al·lusió a Las sergas de Esplandián, en to burlesc va anomenar les inhòspites terres com Califòrnia, una illa que no es troba enlloc, per ferir Hernán Cortés per haver fracassat en el tercer viatge d'exploració, quan infructuosament va tractar d'establir una colònia a la badia que va nomenar de La Santa Cruz (en l'actualitat la ciutat de La Paz), acabada de descobrir la península de Baixa Califòrnia, les terres li pertanyien, per Cèdula Reial.

## La Cançó de Rotllan
El poema èpic occità del segle xi, la Cançó de Rotllan, podria haver servit d'inspiració per al nom "Califòrnia", ja que és l'esment més antic que es coneix del nom. El poema es refereix a la derrota soferta el 15 d'agost del 778, durant la retirada de l'exèrcit de Carlemany en la lluita contra l'exèrcit musulmà en el camp de la batalla de Roncesvalls als Pirineus. En la línia 2924 del poema, que és en el vers CCIX (209), apareix la paraula  Califerne com el nom d'una de les nacions esmentades, sense indicació de la seva ubicació geogràfica. Encara que de fet, la suggereix al unir-la amb una conjunció copulativa a continuació de la referència a  Affrike (o Àfrica), fet que la lliga amb un lloc calorós.
El 1917, Ruth Putnam va publicar un informe exhaustiu del treball realitzat fins aquells moments. Va escriure que tant Calafia com Califòrnia podrien derivar de la paraula àrab Khalifa que significa governant o líder. La mateixa paraula en català és califa, podria derivar en Califòrnia significant "terra del califa", o Calafia, significant "califa femella". Aquesta derivació de la paraula 'Califòrnia' potser mai no es pugui demostrar, però és prou interessant per ser passada per alt".
Putnam va afegir que la menció d'el lloc anomenat  Califerne  a la cançó de Rotllan , potser deguda a que era el domini del califa, un lloc d'infidels. Atès que el poema Roland es refereix a la "maldat" del sarraïns, és doncs possible que el poeta derivés Califerne de califa.

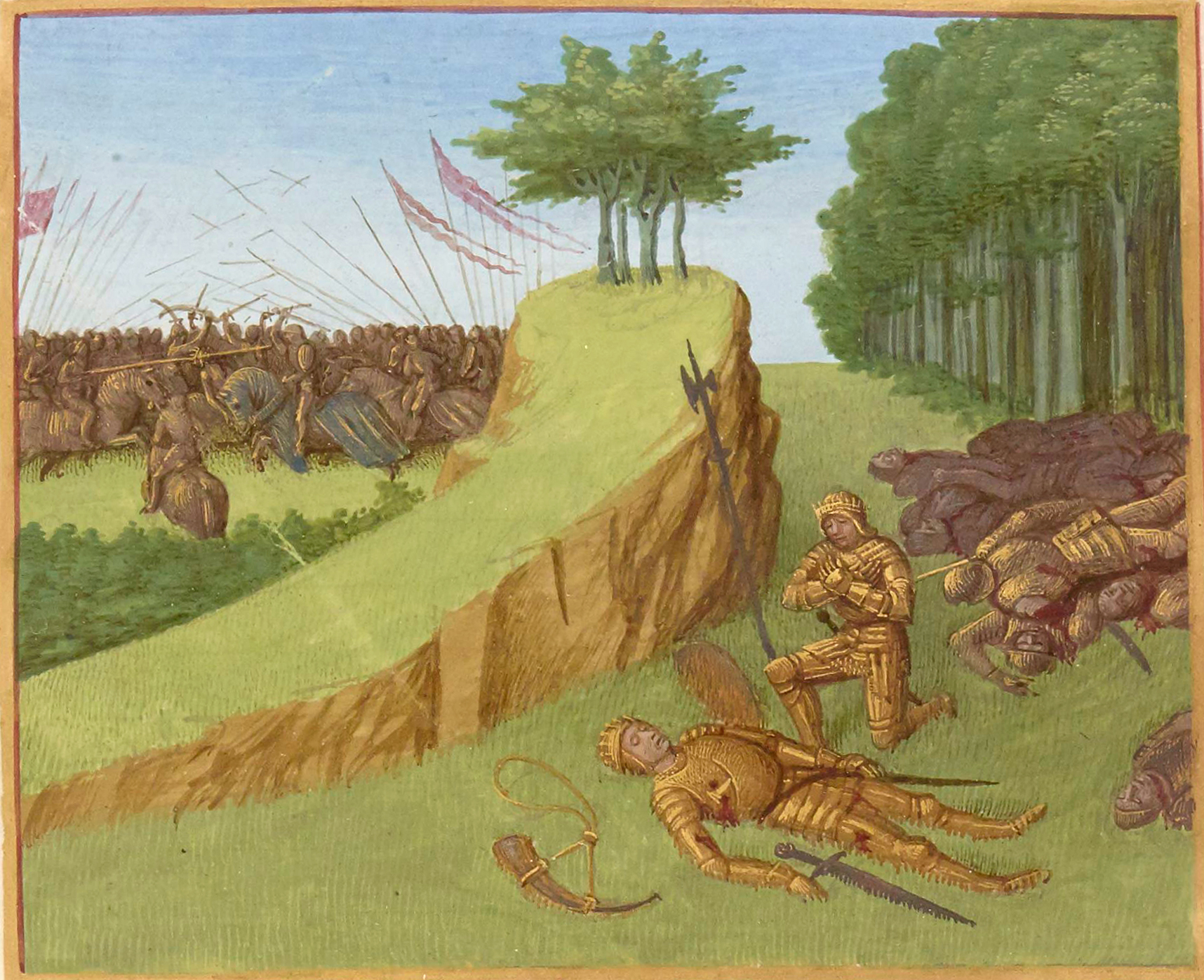
Mort de Rotllan (manuscrit il·lustrat)

## L'illa llegendària: Colom i la carta de relació de Cortès
A partir de la idea popular, existent des de l'època dels grecs i escites, d'una illa poblada només per dones, aquest nom es va aplicar a diferents llocs de la recentment descoberta Amèrica. Cristòfor Colom en el diari del primer viatge inclou una llegenda semblant:
| « | Dixéronle los indios que por aquella vía hallaría la isla de Matinino, que diz que era poblada de mugeres sin hombres, lo cual el almirante mucho quisiera por llevar diz que a los Reyes cinco o seis d'ellas. | » |

("Van dir els indis que per aquell camí trobaria l'illa de Matininio, que va dir que era poblada de dones sense homes, fet que va interessar molt l'almirall per poder portar, digué, cinc o sis d'elles als Reis").

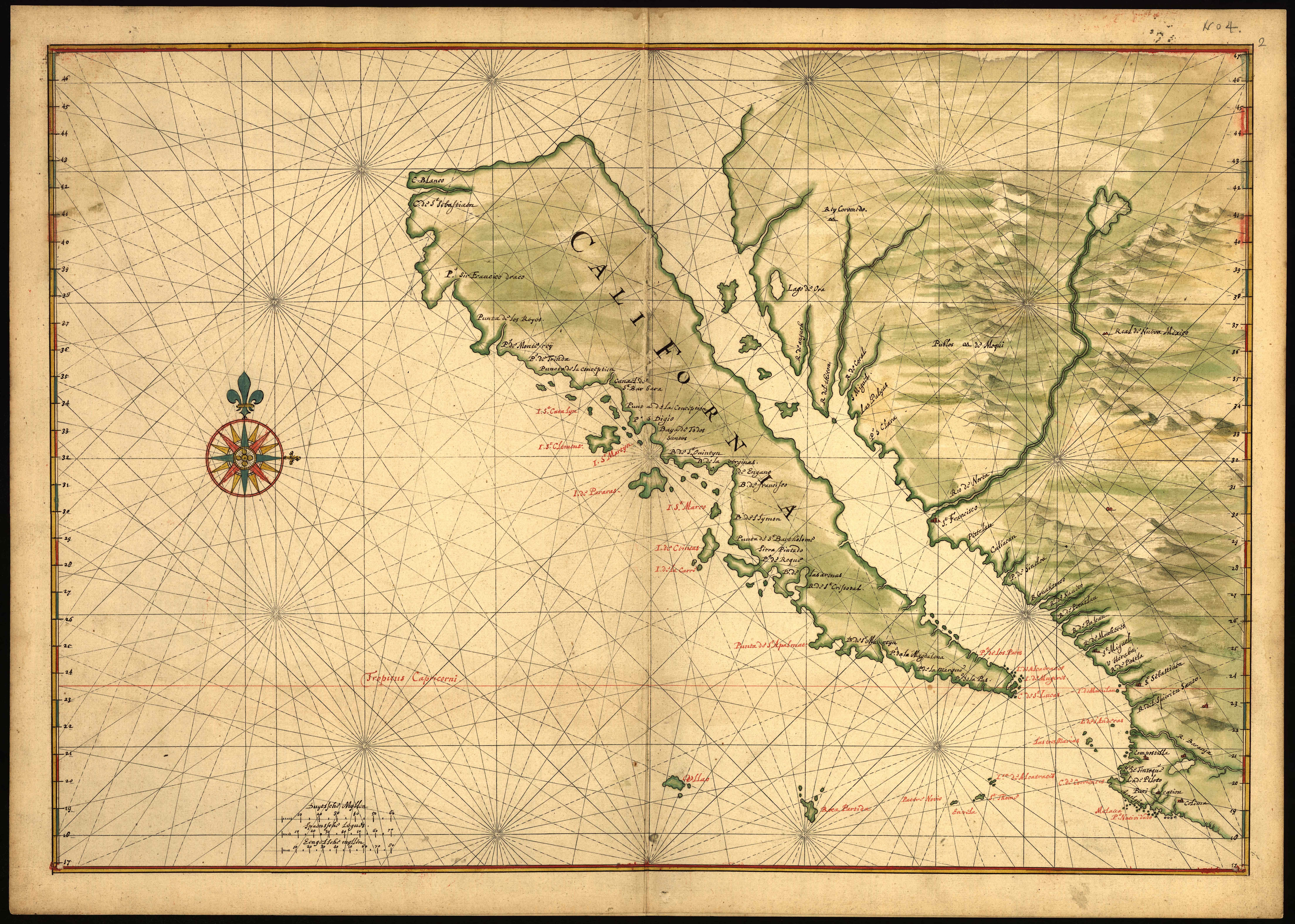
L'Illa de Califòrnia segons mapa del (1650).

Des de l'època de Cortés, s'havia anat repetint durant dos-cents anys una tradició, segons l'opinió de tots els seus contemporanis de que "... els homes de Cortès van anomenar la terra Califòrnia, formant una veu d'aquestes dues llatines: Callida i Fornax..".Venegas al escriure el seu llibre "Noticia de la California" de 1739, va dir que no podia ser..que els homes de Cortès no sabien llatí.
Malgrat el rebuig de Venegas, les dues paraules llatines van anar rodant any rere any per infinitat d'autors. Clavijero, anys més tard, recollia l'origen i el qualificava, de «versemblant», atribuint al mateix Cortès la invenció d'aquest nom.
En la quarta de les Cartes de Relació, datada a Mèxic el 15 d'octubre de 1524, dirigint-se al rei Carles I d'Espanya, Hernán Cortés escriu sobre certes notícies relatives a una illa llegendària, novetats que li havia portat el capità Francisco Cortés de Buenaventura, un nebot que havia realitzat la conquesta de Colima.
| « | I així mateix em va portar relació dels senyors de la província de Cihuatlán, que afirmen molt que hi ha tota una illa poblada de dones, sense home cap, i que en certs temps hi van de la terra ferma homes que amb elles tenen accés... i si pareixen dones, les guarden, i si homes, els retiren de la seva companyia, i que aquesta illa està a deu jornades d'aquesta província, i que molts d'ells han anat allà i l'han vist. Diuen així mateix que és molt rica en perles i or; jo treballaré en tenint aparell de saber la veritat i fer-ne llarga relació a la vostra majestat. | » |

## Las sergas de Esplandián
El 1510, Garci Rodríguez de Montalvo va escriure una novel·la de cavalleries de tal renom que va ser molt popular en la seva època. Fins i tot apareix citada a El Quixot. S'hi esmenta una illa de fantasia anomenada exactament Califòrnia i governada per una reina anomenada Calafia.
Des de llavors aquesta desconeguda i inabordable Illa de les Amazones passaria a anomenar-se Califòrnia. Per això és factible que aquesta fos la font del nom, donades la proximitat cronològica de la publicació de la novel·la i la seva popularitat després del descobriment de la península de Califòrnia i la primera creença que aquesta era una illa, una creença que encara era vigent el 1650 (vegeu mapa de l'apartat anterior).
| « | Sapigueu que a la destra mà de les Índies existeix una illa anomenada Califòrnia molt a prop d'un costat del Paradís Terrenal, i estava poblada per dones negres, sense que existís allí un home, doncs vivien a la manera de les amazones. Eren de bells i robusts cossos, fogós valor i gran força. La seva illa era la més forta de tot el món, amb els seus escarpats Farallons i les seves pètries costes. Les seves armes eren totes d'or i del mateix metall eren els arnesos de les bèsties salvatges que elles acostumaven domar per muntar, perquè en tota l'illa no hi havia un altre metall que l'or. | » |
| — Garci Rodríguez de Montalvo, Las sergas de Esplandián novel·la de cavalleries Publicada a Sevilla el 1510. | |   |

## Origen català del nom

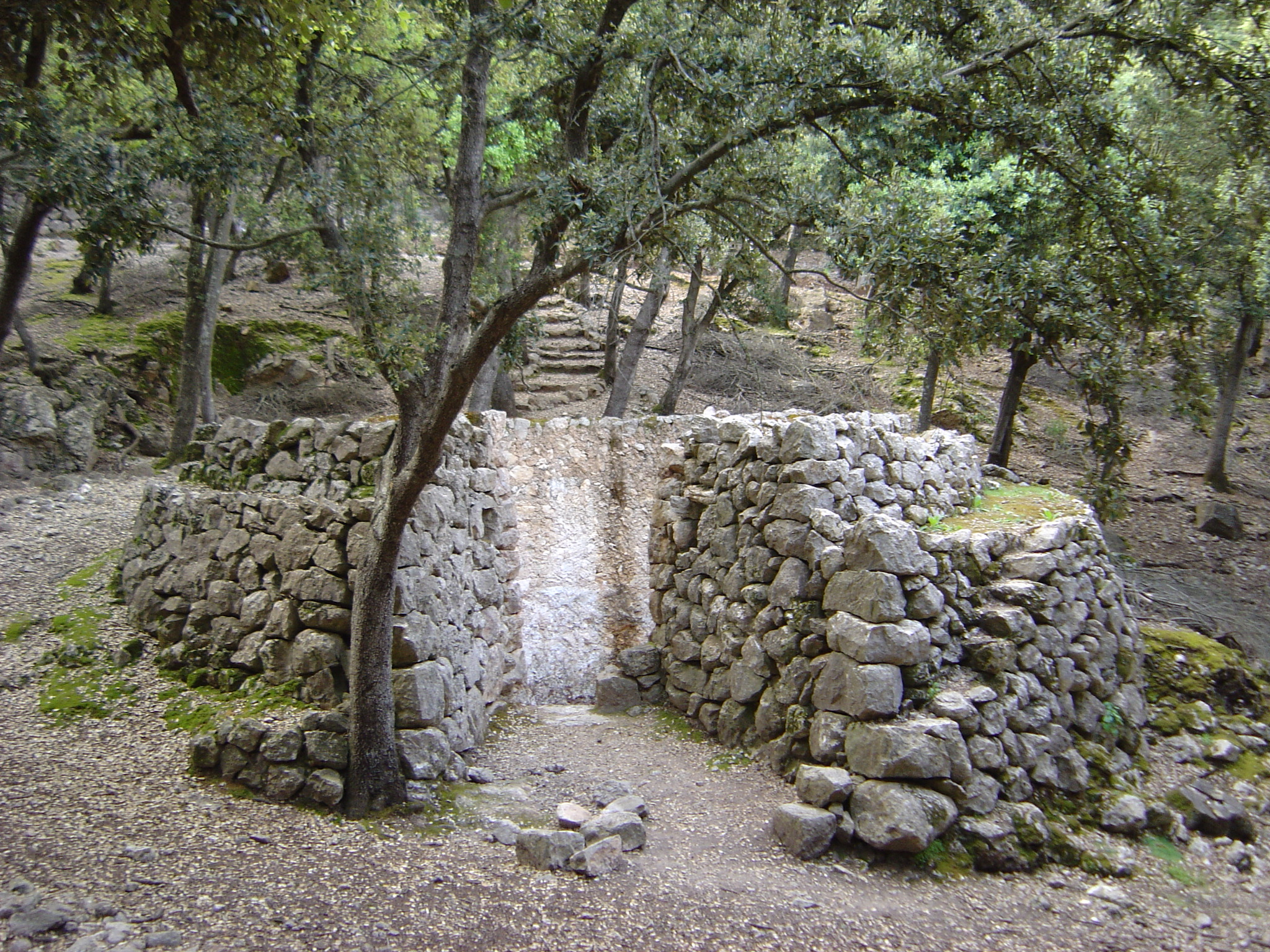
Forn de calç a Mallorca.

El mateix Venegas en explicar el descobriment de Califòrnia rebutja la tradició que el nom Califòrnia es degués als soldats de Cortès (atès que no tenien per què saber llatí): 
"..la ethymologia que algunos señalan, suponiendo que es nombre puesto por los españoles, de los cuales afirman que sintiendo extraño calor en las primeras entradas, apellidaran a la tierra California, formando una voz de estas dos latinas: Callida i fornax; como si dixeran: Horno caliente."
("..l'ethymologia que alguns assenyalen, suposant que és nom posat pels espanyols, dels quals afirmen que sentint estranya calor a les primeres arribades, anomenessin a la terra Califòrnia, formant una veu d'aquestes dues llatines: Callida i fornax; com si diguessin: Forn calent.")
En canvi, el fet que en català horno es digui forn i que a Catalunya, quan fa molta calor s'empri l'expressió "sembla un forn de calç", fa que sigui més versemblant la versió d'alguns historiadors catalans que sostenen que l'origen de la paraula va venir de la unió de les paraules "calç" i "forn", per raó de la calor que hi feia.

## Ús actual
Actualment, amb el nom de  Califòrnia  es coneixen la península de Baixa Califòrnia, el Golf de Califòrnia i tres estats: Califòrnia (avui dels Estats Units), Baixa Califòrnia i Baixa Califòrnia Sud.
A més a més, al Mar de Cortés, situat entre la península i la resta de Mèxic, se'l coneix també com a Mar Bermejo o Golf de Califòrnia.